# Burkin
Burkin (Arabă: برقين sau Burqin) este un oraș palestinian aflat în nordul Cisiordaniei, la 5 km vest de Jenin. Conform Biroului Central de Statistică Palestinian (BCSP), populația sa era de 7,900 locuitori în 2006. Majoritatea rezidenților săi sunt de origine musulmană, iar un procent foarte mic sunt creștini.